# Boardman (Ohio)
Boardman – jednostka osadnicza w USA, w stanie Ohio, w hrabstwie Mahoning, w gminie Boardman. Według danych z 2000 roku miejscowość miała 37215 mieszkańców.